# Vườn quốc gia Sanjay Gandhi
Vườn quốc gia Borivali, tên chính thức là Vườn quốc gia Sanjay Gandhi, là một vườn quốc gia hiếm hoi nằm trong địa giới một thành phố. Vườn quốc gia này nằm ở rìa phía Bắc của ngoại ô thành phố Mumbai, Ấn Độ. Khu vườn quốc gia này có một diện tích 104 kilômét vuông và được bao bọc 3 phía bởi một trong những thành phố đông dân nhất thế giới. Đây có lẽ là khu vườn quốc gia được nhiều người viếng thăm nhất châu Á với 2 triệu khách mỗi năm. Đây cũng là công viên lớn nhất thế giới nằm trong thành phố.

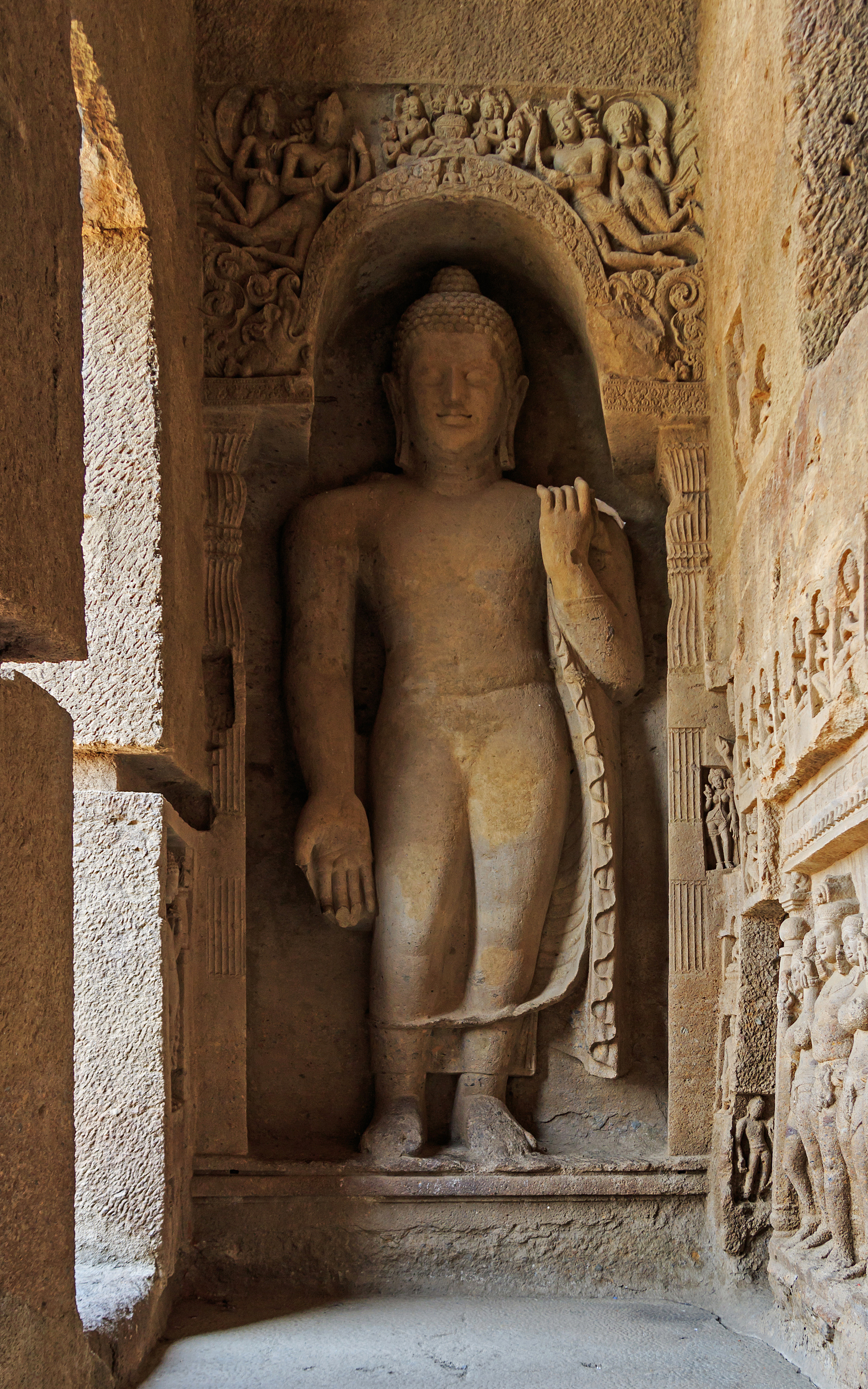
Tượng Phật cao 7m tại lối vào hang động Kanheri

Bên trong khu vườn quốc gia này, Các hang động Kanheri có niên đại 2400 năm đã được khắc chạm trên các mỏm đá. Vườn quốc gia này phong phú về hệ động thực vật.

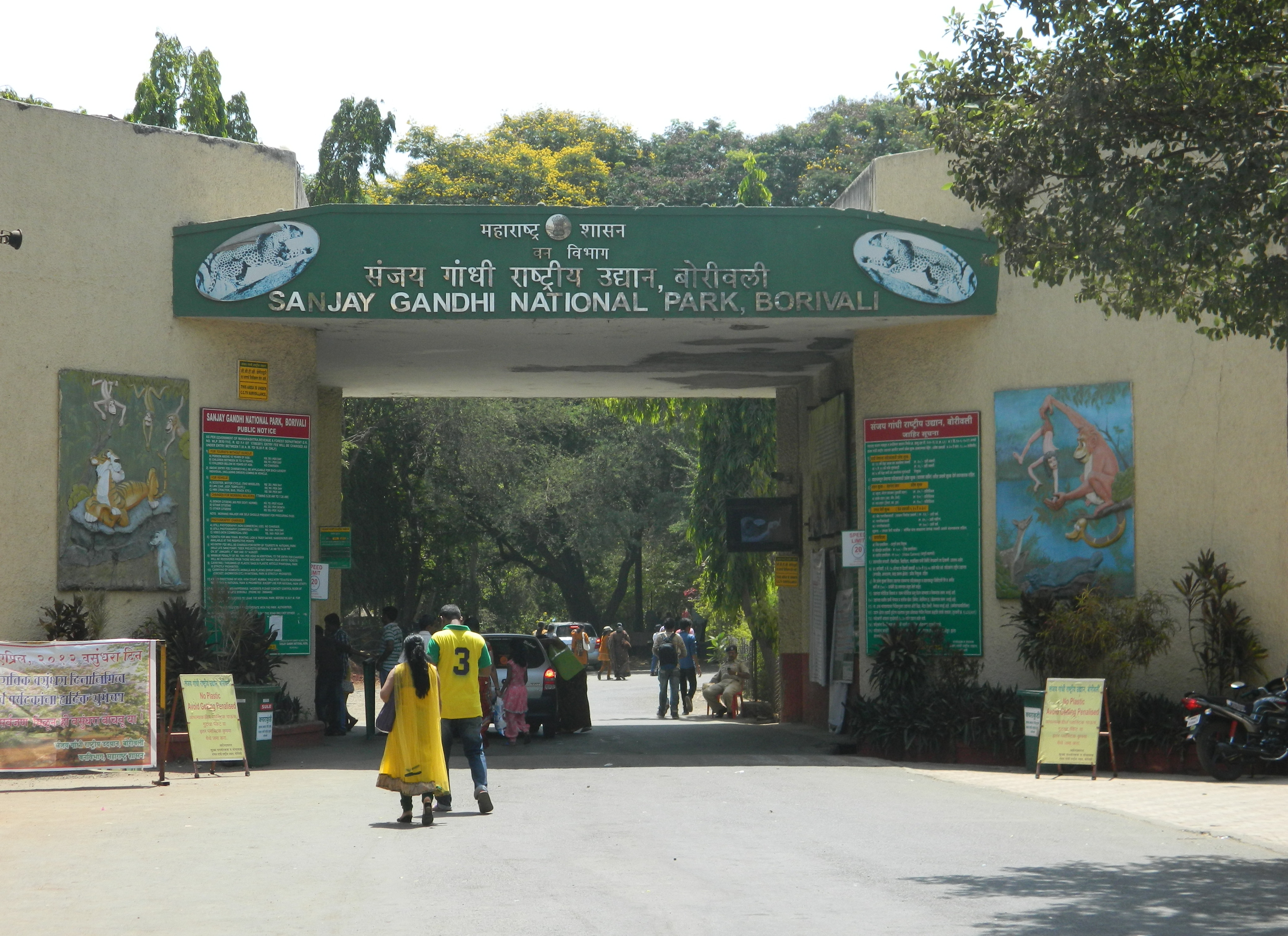
Cổng vào
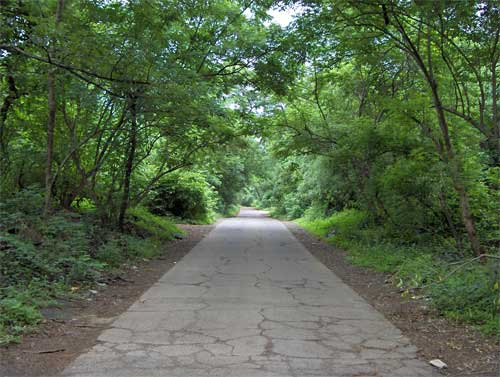
lối nhỏ đi Kanheri
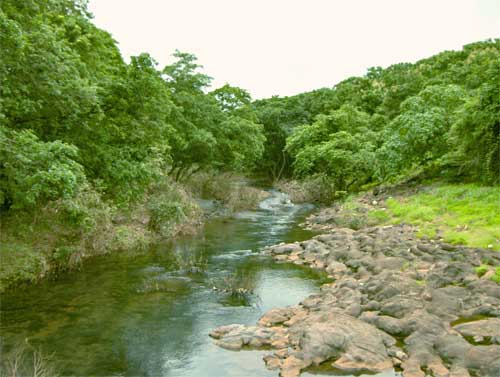
Sông trong vườn quốc gia
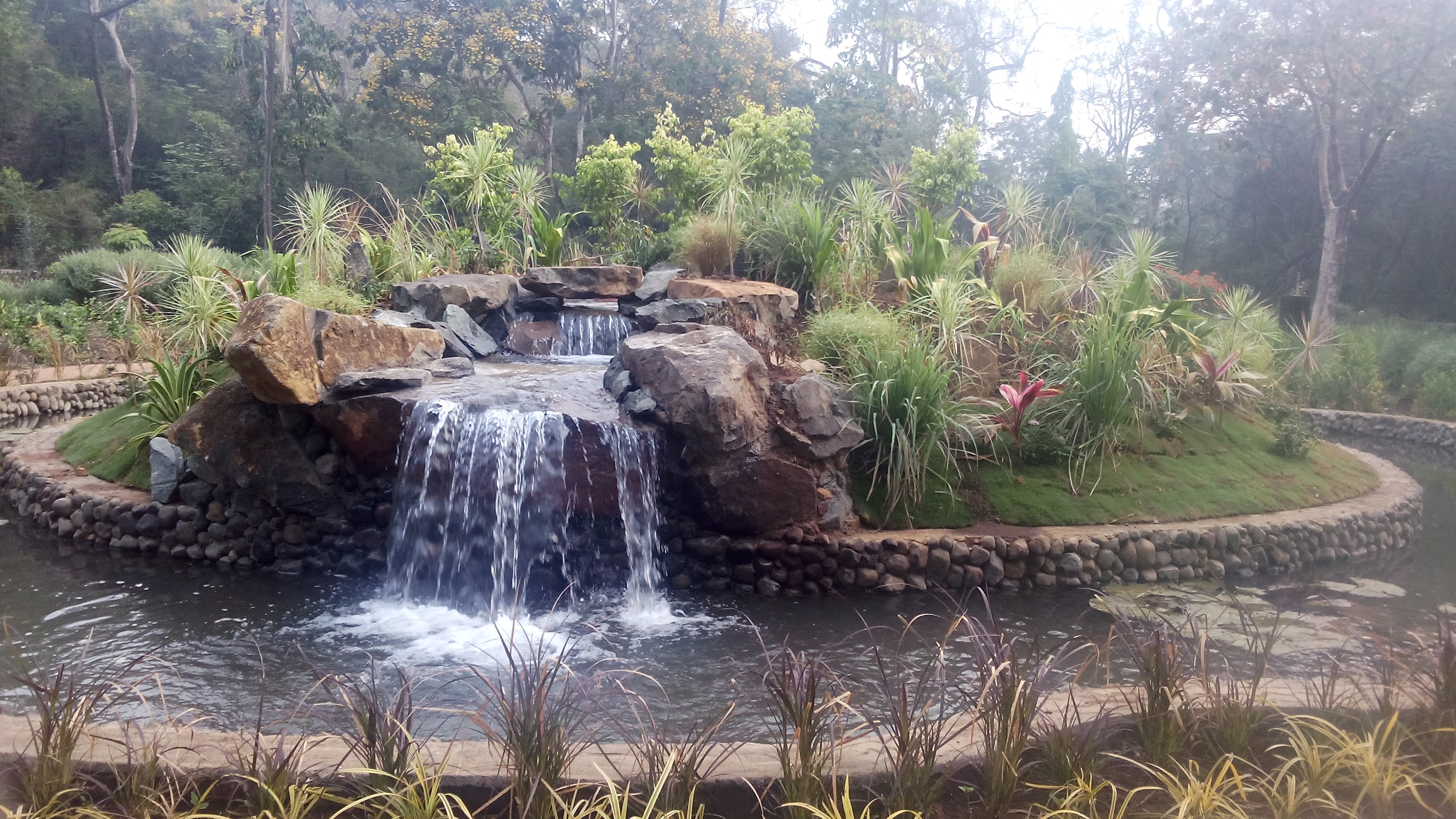

## Lịch sử
Vườn quốc gia này có thời gian từ thế kỷ 4 trước Công Nguyên. Sopara và Kalyan là hai cảng ở khu vực gần đó đã buôn bán với các vùng đất cổ như Hy Lạp và Mesopotamia. Những tuyến đường giữa hai cảng này đã chạy xuyên qua khu rừng này. Khu công viên này đã được đặt tên là Vườn quốc gia Krishnagiri trước thời kỳ Ấn Độ giành được độc lập từ Anh. Năm 1969, Vườn quốc gia này có diện tích 20.26 km². Sau nhiều đợt điều chỉnh, vườn này đã được mở rộng và có diện tích như hiện nay. Một đơn vị bảo vệ rừng đã được thành lập trực thuộc Cục Lâm vụ Ấn Độ, và đã được đặt tên thánh là Vườn quốc gia Borivli theo vùng Borivali gần đấy. Năm 1981, tên gọi đã được đổi thành Vườn quốc gia Sanjay Gandhi theo tên của Sanjay Gandhi, con trai của Indira Gandhi, người đã bị ám sát.

## Các hang động Kanheri

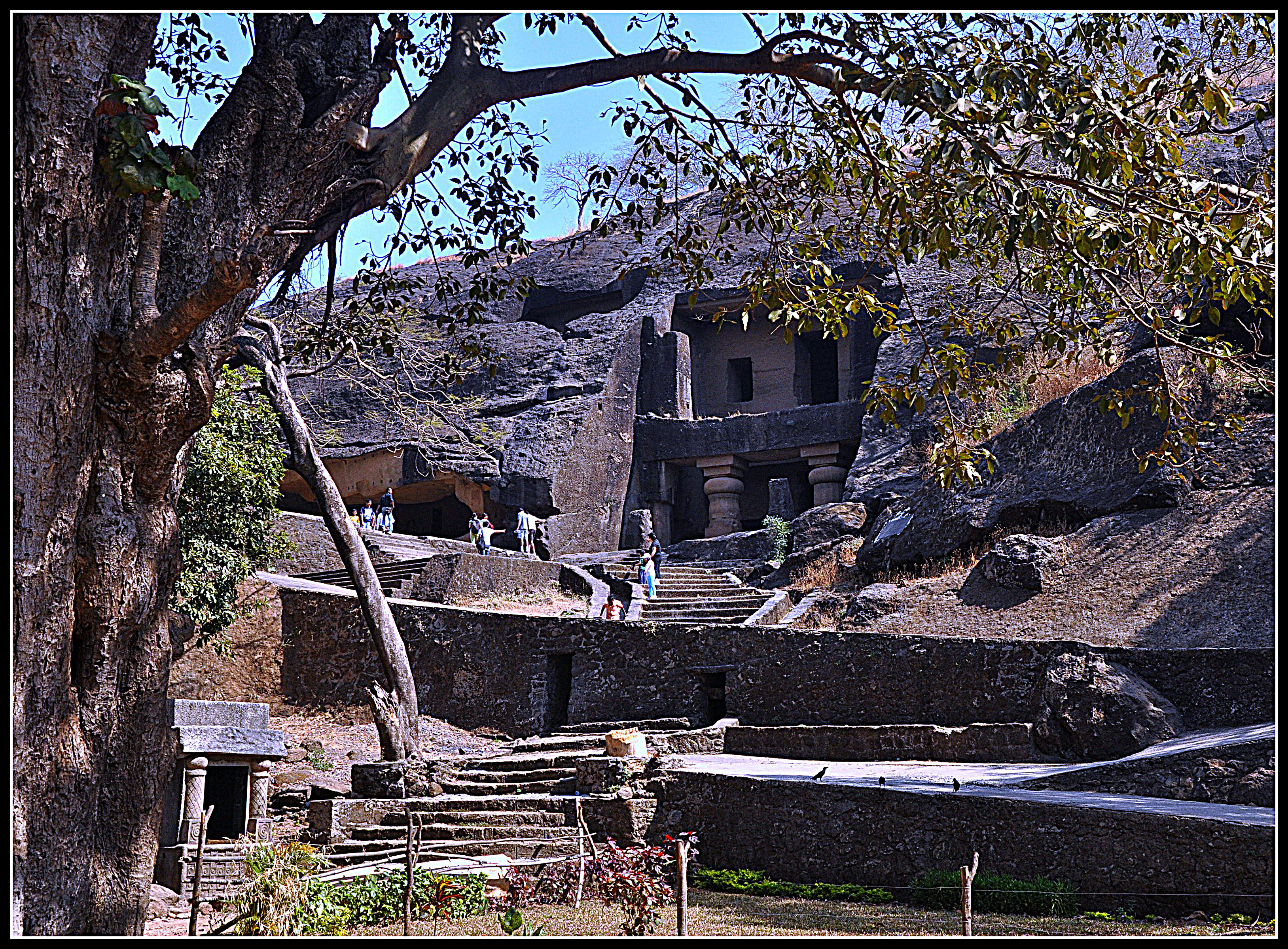
Một trong những hang động Kanheri

Các động Kanheri là một khu vực khảo cổ được bảo vệ. Các động này có chứa các tác phẩm điêu khắc Phật giáo và chạm khắc phù điêu, tranh vẽ và chữ khắc, có niên đại từ thế kỷ 1 trước Công nguyên đến thế kỷ thứ 10 sau Công nguyên. Khu vực này thực tế đã là một khu định cư và đã từng làm nơi nghỉ chân cho khách lữ hành. Từ Kanheri có nguồn gốc từ từ tiếng Phạn Krishnagiri có nghĩa Núi Đen.

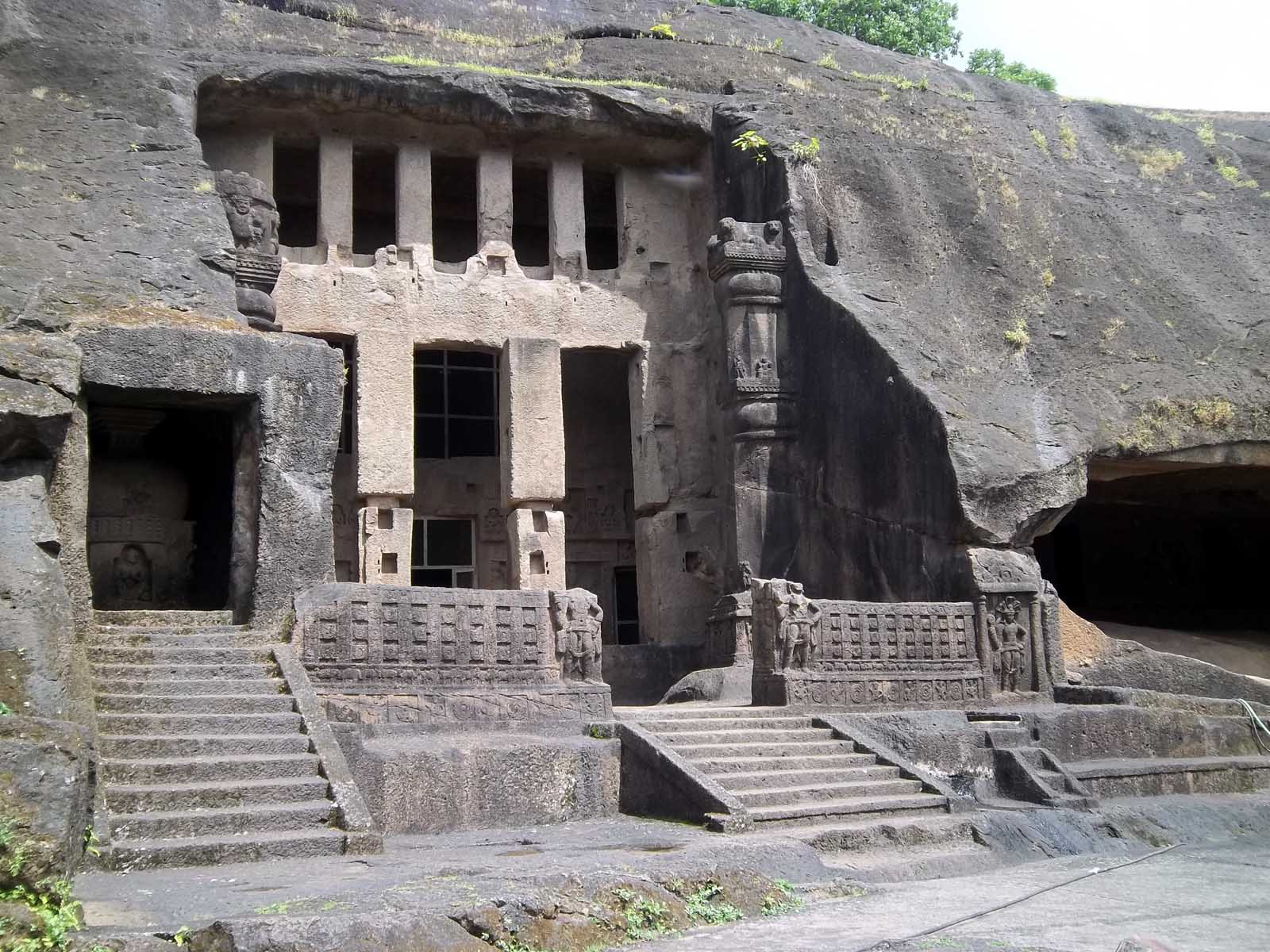
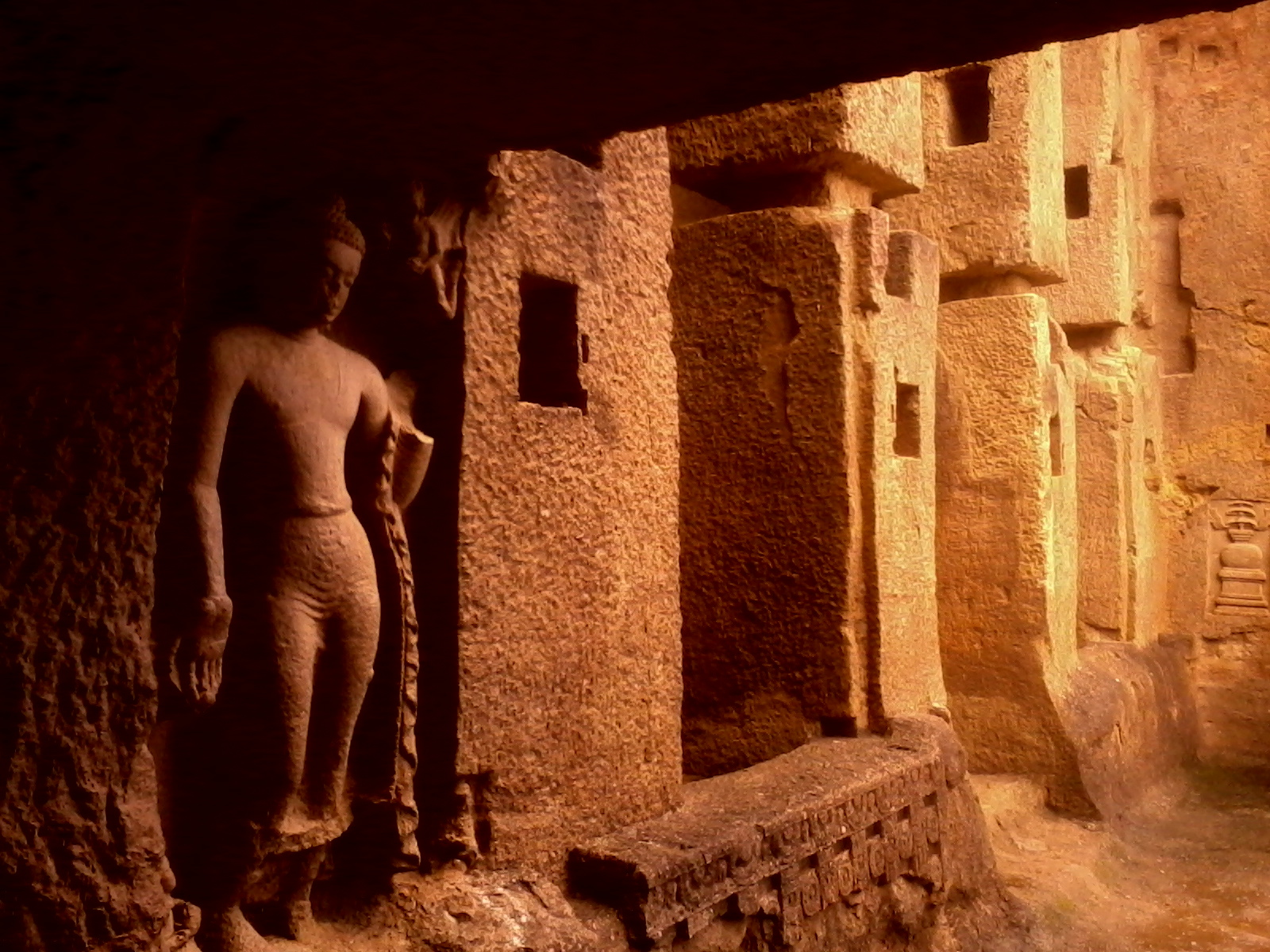
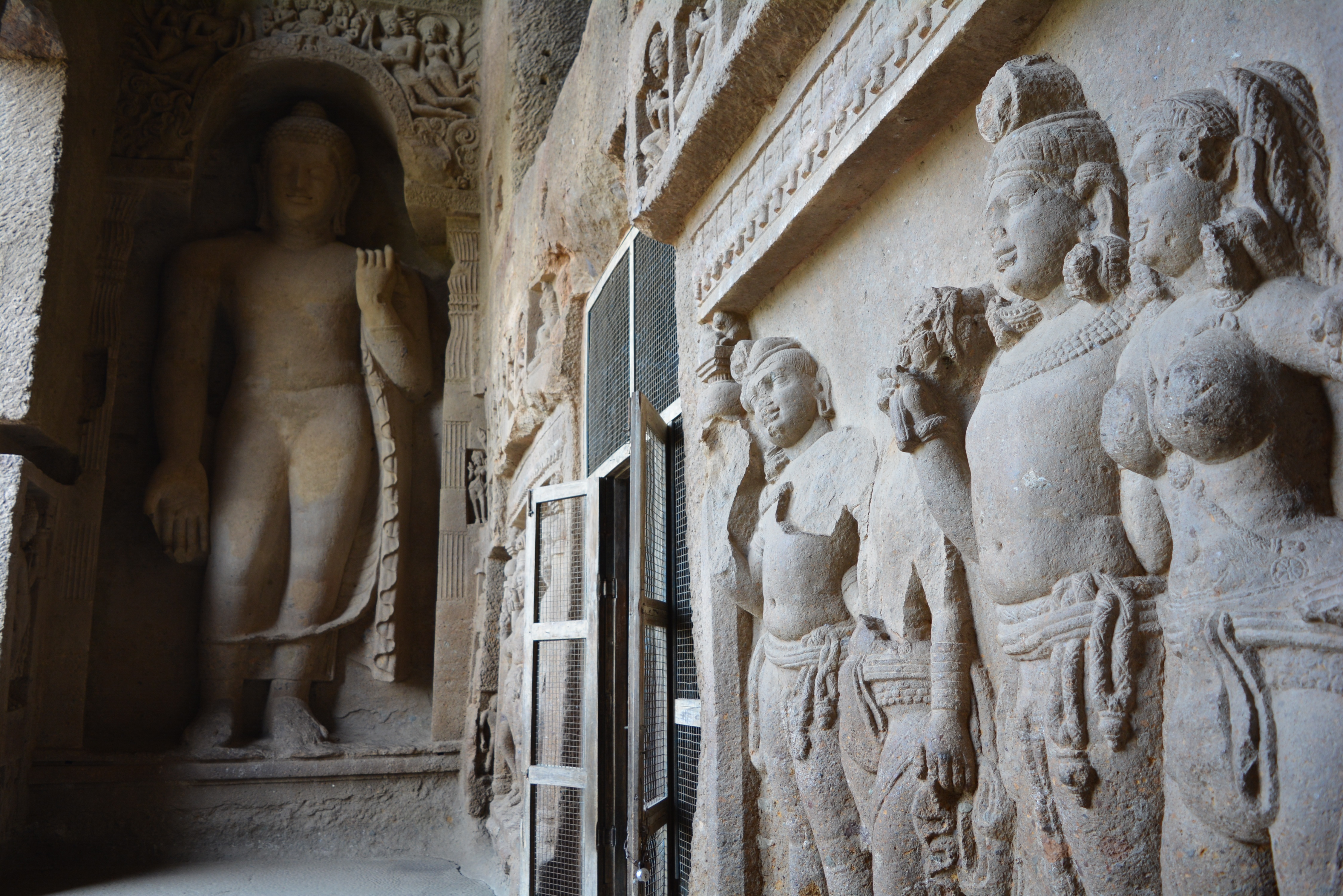
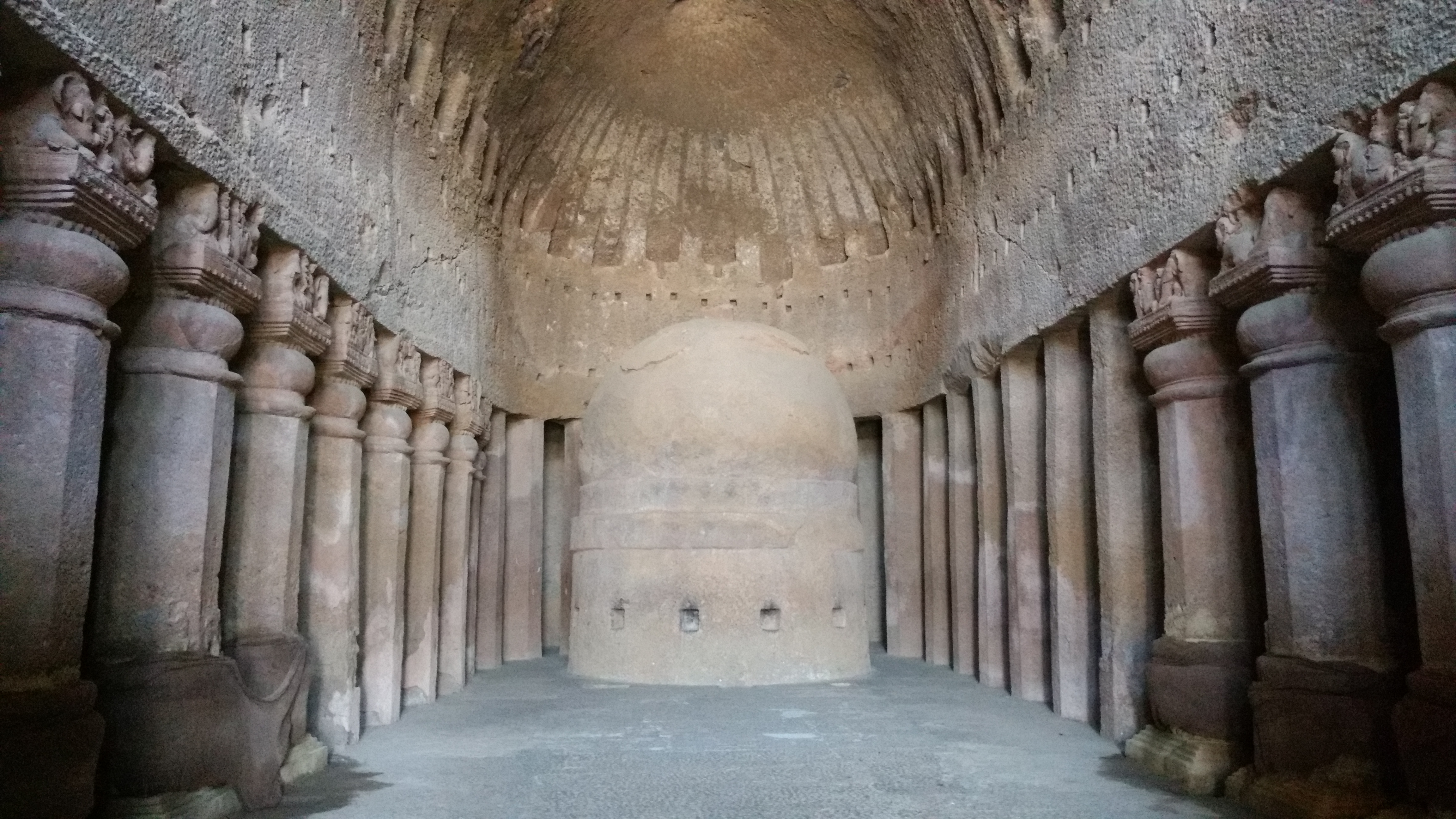
Phù đồ trong hang động số 3
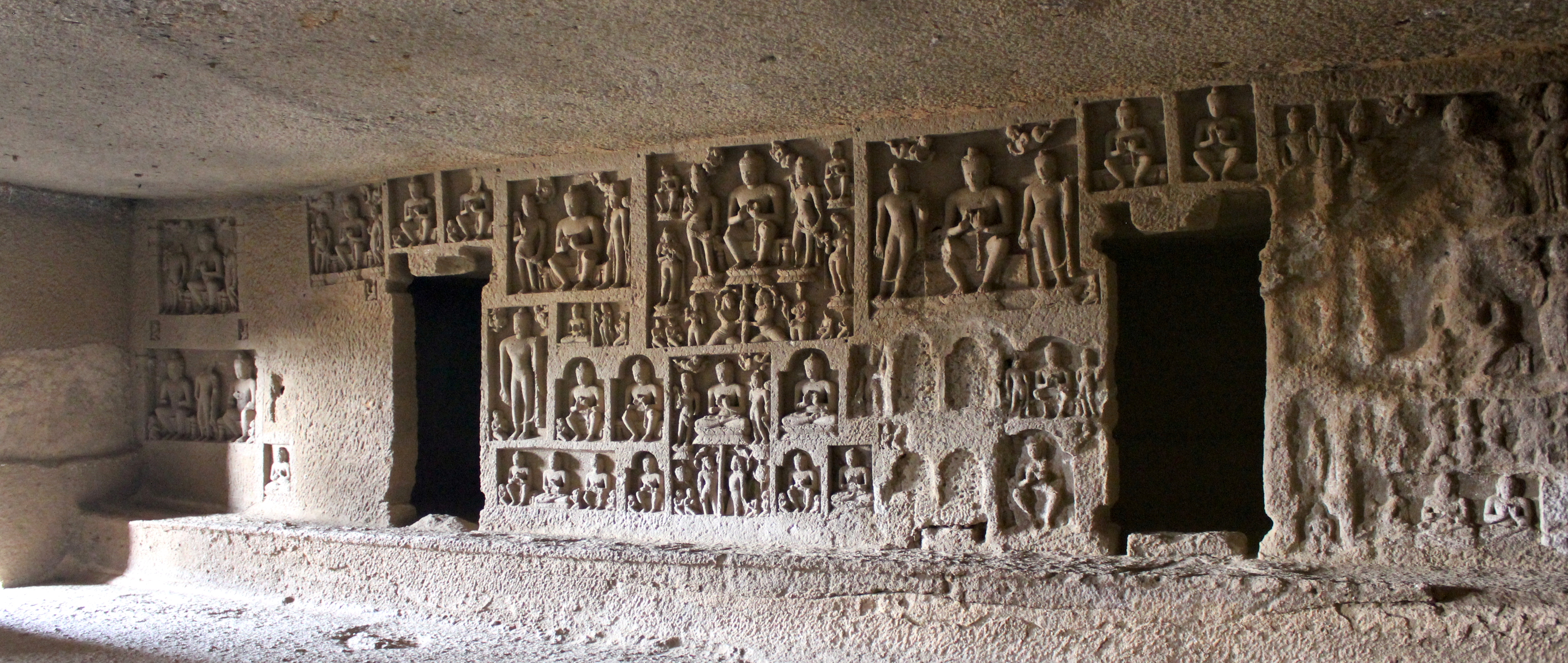
Hang 90

## Địa lý

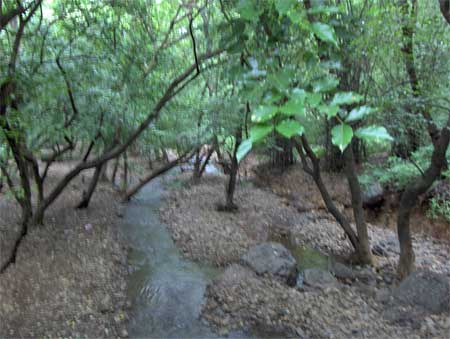
Rừng rậm

Vườn quốc gia này tọa lạc ở ngoại ô Mumbai. Nó chiếm phần lớn ngoại ô phía Bắc. Về phía Tây là các thị trấn Goregaon, Malad, Kandivali, Borivali và Dahisar. Về phía Bắc là các thị trấn Bhandup và Mulund. Về phía Nam là Aarey Milk Colony. Khoảng rộng phía Bắc của khu rừng này là quận Thane.
Khu vực này là đồi phủ với một độ cao tối đa 400 m. Khu vườn quốc gia này có 2 hồ nước là Hồ Vihar và Hồ Tulsi, hai hồ cung cấp một phần nước cho thành phố. Vườn quốc gia này được xem là lá phổi của Mumbai do nó thanh lọc ô nhiễm của thành phố.

## Đa dạng sinh học
Khu vườn quốc gia này có 800 loài cây có hoa; 284 loài chim; 5000 loài côn trùng; 36 loài động vật có vú; 50 loài bò sát và 150 loài bướm. Vườn quốc gia này có nhiều loại động thực vật có nguy cơ tuyệt chủng. Loại bướm đêm lớn nhất thế giới, bướm đêm Atlas được phát hiện tại đây. Cây có hoa Karvi, nở hoa 7 năm một lần, trải thảm hoa sườn đồi với sắc màu hoa cà. Vườn quốc gia cũng có một số báo và phân hổ được phát hiện ở đây năm 2003. Dù chưa ai phát hiện ra hổ ở đây nhưng cũng là đề tài cho các câu chuyện làm quà dân gian của thành phố do con hổ cuối cùng đã bị bắn 80 năm trước.

## Cuộc sống hoang dã

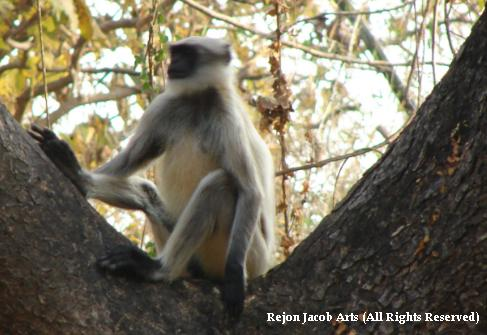
Hanuman Langur
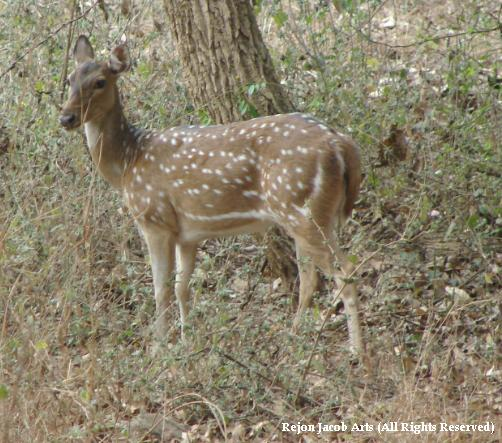
Spotted deer
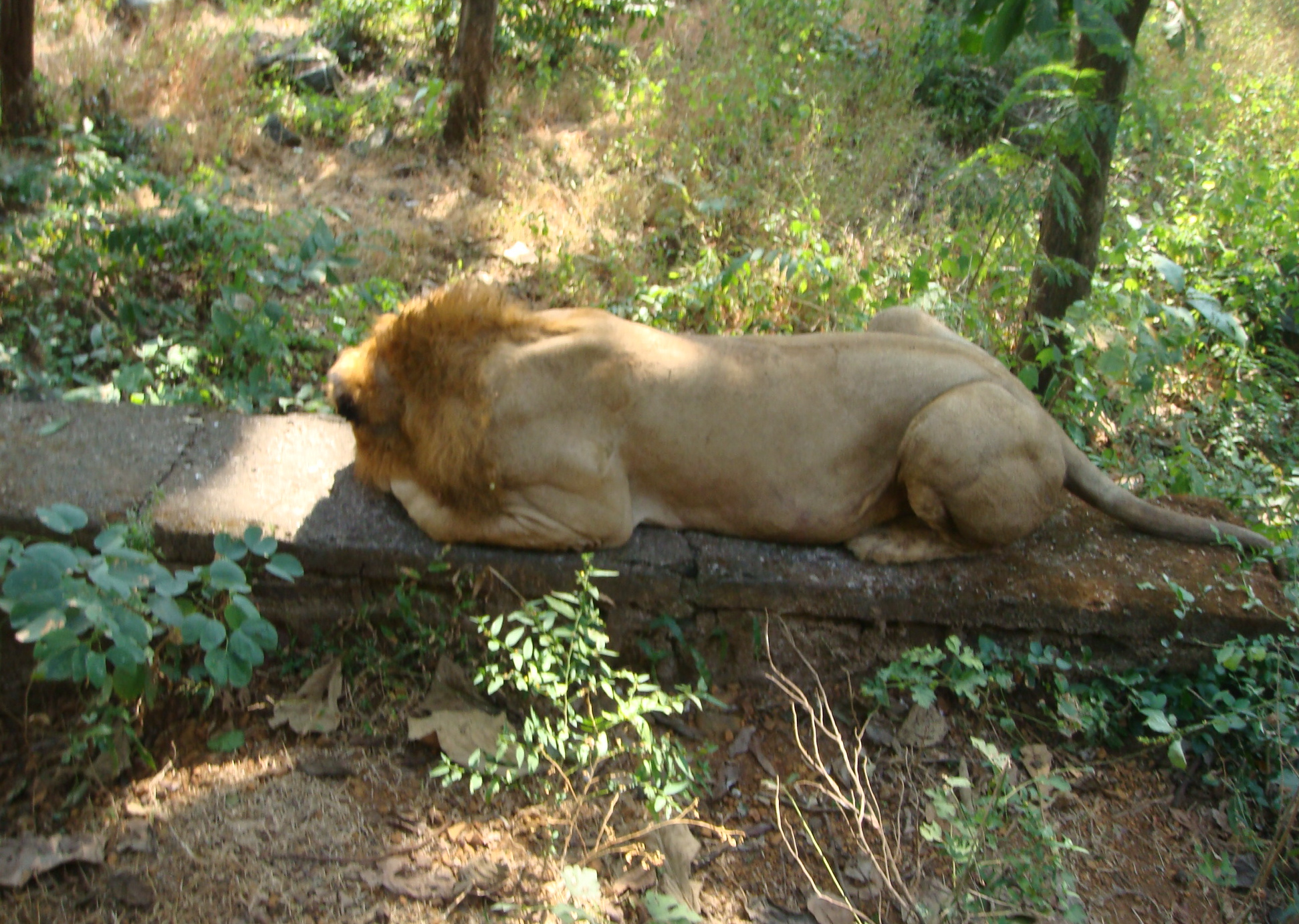
Sư tử ngủ

Đây là nới sinh sống của nhiều loài hoang dã như: Spotted deer, Rhesus Macaque và Bonnet Macaque là một số loài động vật hoang dã đi rong có thể dễ dàng nhìn thấy trong khu vườn quốc gia này.
Các loại động vật hoang dã có thể tìm thấy ở đây là: Black Naped Hare, Barking Deer, Porcupine, Palm Civet, Mouse Deer, Hanuman Langur, Indian Flying Fox, Sambhar.crocodiles, Pythons, Cobras, Monitor Lizards, Russell's viper, Bamboo Pit Viper and Ceylonese Cat Snake.

## Du lịch

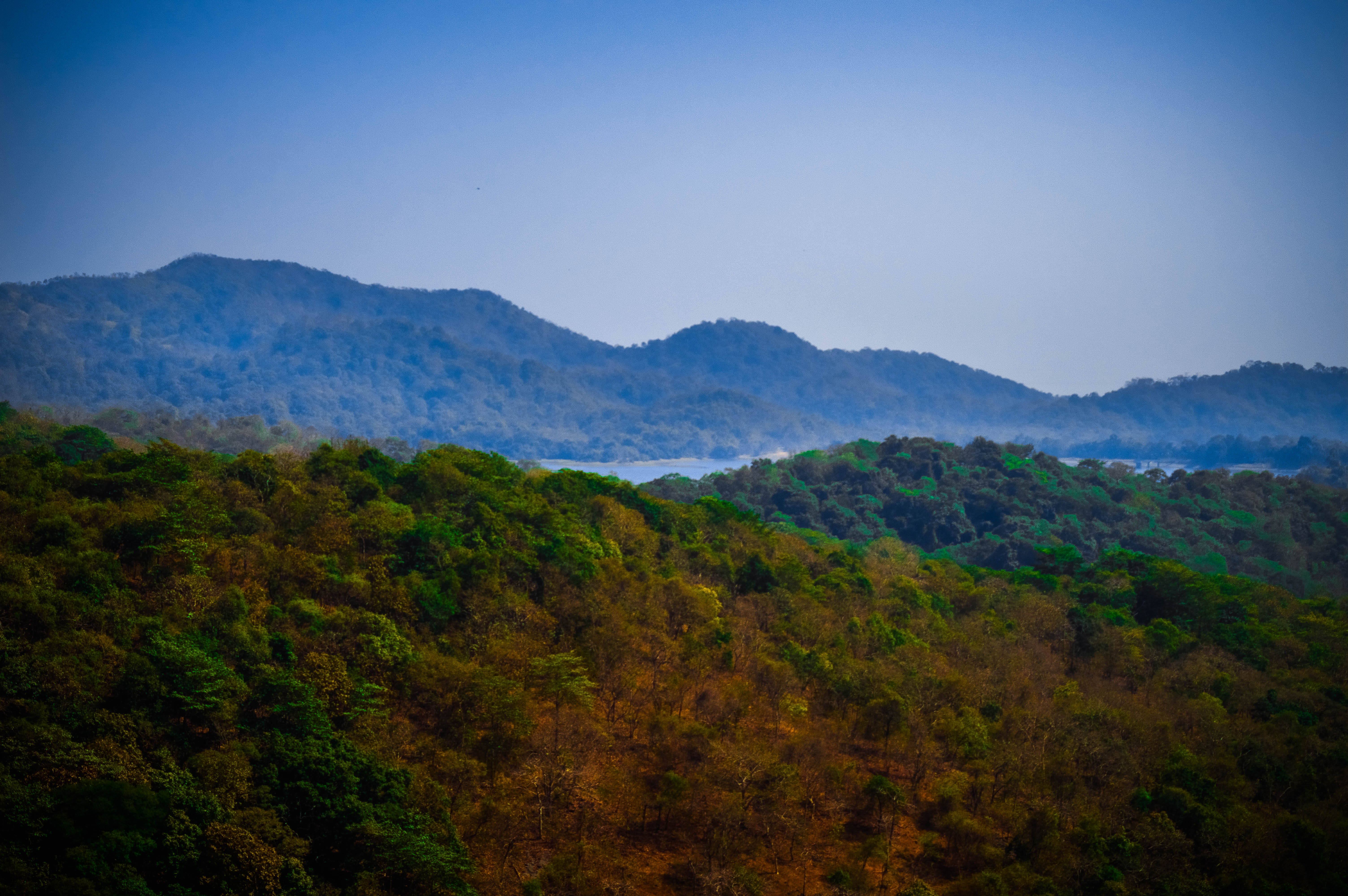
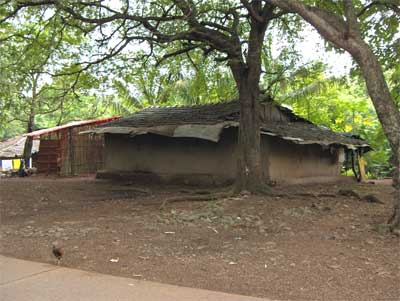
Villages in the park
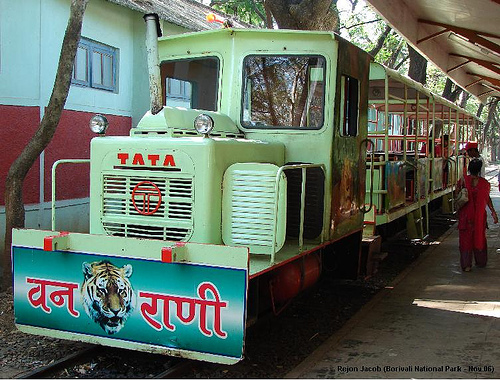
Toy Train
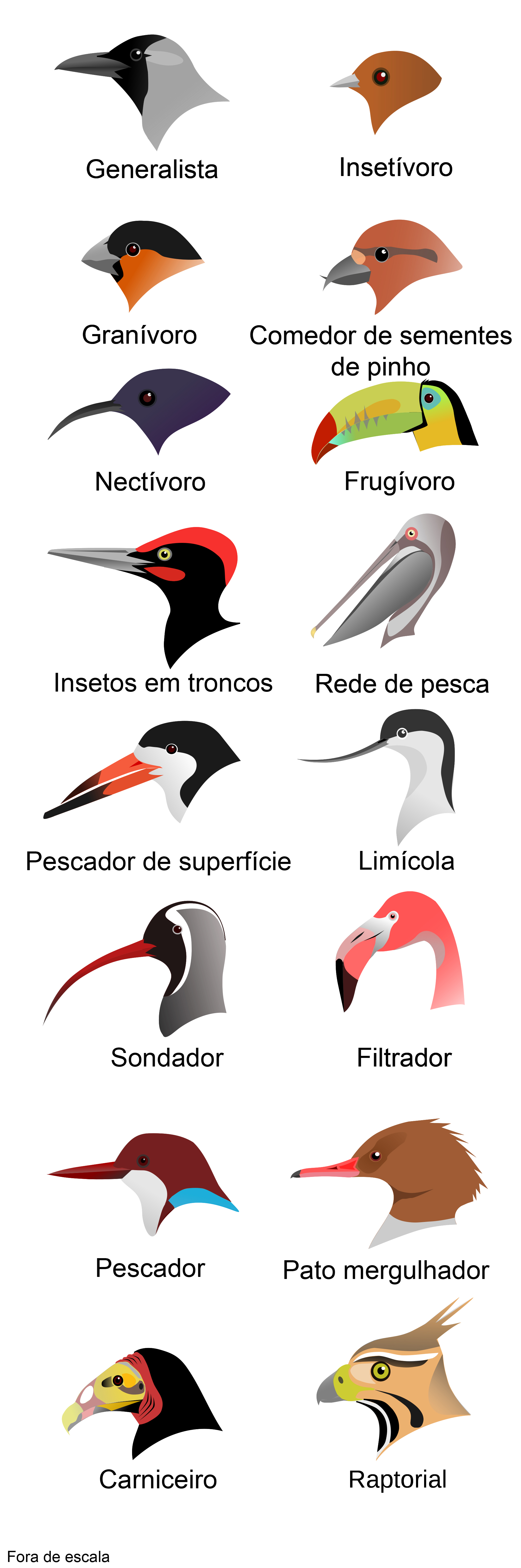